# Kepler-90
Kepler-90 (также 2MASS J18574403+4918185, KOI-351 и KIC 11442793) — звезда в созвездии Дракона. Находится на расстоянии 780 ± 100 парсек (2,54 ± 0,33 тыс. световых лет) от Солнца. Является центром планетной системы, содержащей как минимум 8 планет и являющейся на 2017 год рекордной по количеству известных планет (если не считать Солнечную систему).

## Наименование и история
В каталоге 2MASS звезда имеет идентификатор J18574403+4918185. В каталоге поиска орбитального телескопа «Кеплер» она получила идентификатор KIC 11442793, а когда с помощью транзитного метода было обнаружено первое указание на планеты, обращающиеся вокруг этой звезды, система получила идентификатор KOI-351 (KOI — от англ. Kepler objects of interest, «Объекты интереса „Кеплера“»). Когда существование планет в системе было подтверждено, она оказалась 90-й по счёту экзопланетной системой, открытой в ходе обработки наблюдений «Кеплера»; отсюда её наиболее употребительное название Kepler-90.
Транзитный метод, на основе которого выполняется поиск экзопланет телескопом «Кеплер», заключается в исследовании видимых колебаний яркости звезды, возникающих при прохождении экзопланеты между диском звезды и наблюдателем.
Наименования b, c, d, e, f, g, h и i были присвоены в порядке открытия планет системы.
14 декабря 2017 года НАСА и Google объявили об открытии восьмой планеты Kepler-90 i в системе Kepler-90, которое было сделано с использованием новых технологий машинного обучения, разработанных в Google.

## Характеристики
Kepler-90 является жёлтым карликом спектрального класса G0V. По массе и радиусу звезда приблизительно в 1,2 раза больше Солнца. Температура её поверхности составляет 6080 K, а предполагаемый возраст около 2 млрд лет (возраст Солнца около 4,6 млрд лет, поверхностная температура 5778 K).
Видимая звёздная величина звезды Kepler-90 составляет mg = 14,14m (в полосе g, λ=520 нм) — она слишком тусклая, чтобы её можно было увидеть невооружённым глазом. Абсолютная звёздная величина, соответствующая этой видимой звёздной величине и расстоянию до звезды, равна Mg = 4,54 ± 0,30m; таким образом, светимость Kepler-90 на несколько десятков процентов больше светимости Солнца.

## Планетная система
Планетная система Kepler-90 отличается от Солнечной системы, в которой каменные планеты располагаются ближе к звезде и дальше от газовых гигантов. Шесть внутренних планет системы — это суперземли или мининептуны. Две внешние планеты — газовые гиганты. Самая удалённая известная планета обращается вокруг своей звезды примерно на таком же расстоянии, на каком Земля находится от Солнца.
Kepler-90 использовался для проверки метода «валидации по множественности» (англ. validation by multiplicity), применяющегося для подтверждения параметров планет, открытых «Кеплером». Шесть внутренних планет отвечают всем требованиям, а предпоследняя планета показывает вариации по времени прохождения, и это служит подтверждением того, что это настоящая планета.
Система Kepler-90 является единственной известной на 2017 год экзопланетной системой с восемью планетами-кандидатами (такое же количество планет — у Солнечной системы, на втором месте по этому параметру находятся имеющие по 7 планет системы TRAPPIST-1, HD 10180 и HR 8832). Помимо этого, радиусы шести внутренних планет находятся в пределах от радиуса Земли до Нептуна, а внешние две планеты — газовые гиганты. Все восемь известных планетных кандидатов вращаются в пределах одной а.е. от звезды. Проверка сферы Хилла и орбитальное интегрирование показывают, что система устойчива.

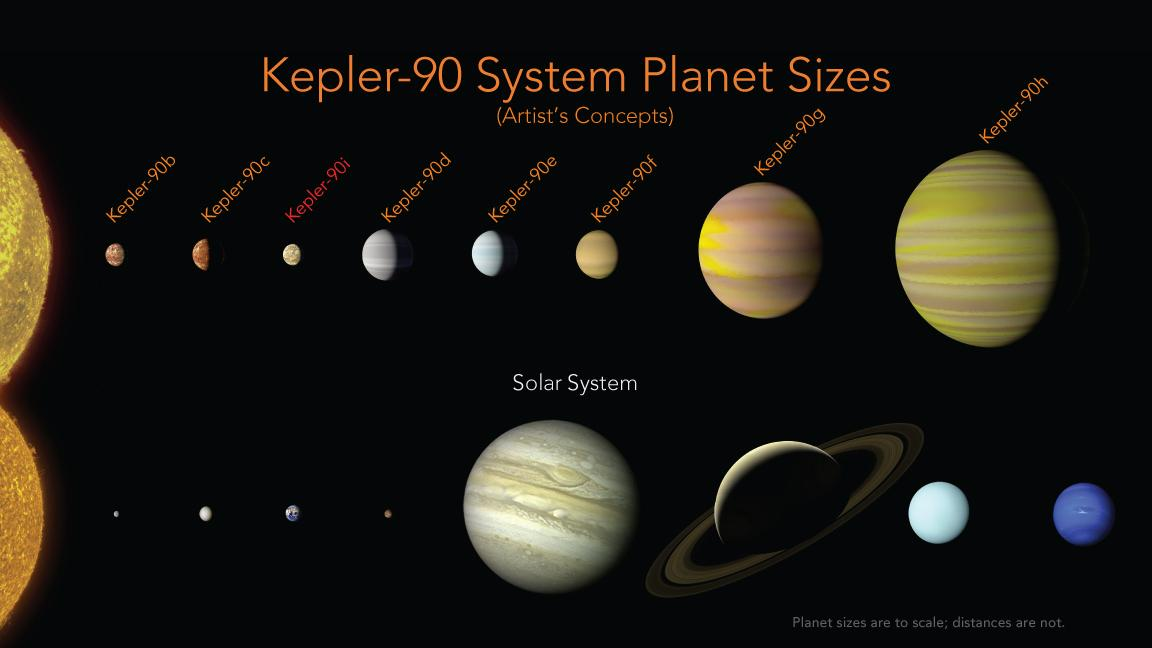
Сравнение планетной системы Kepler-90 с Солнечной системой. Следует отметить, что расстояния до центральной звезды указаны не в масштабе; радиус орбиты самой удалённой известной экзопланеты в системе Кеплер-90 примерно равен радиусу орбиты Земли

Информация о планетной системе:

### Резонансы
Восемь известных планет Kepler-90 имеют периоды, близкие по целочисленному отношению к периодам других планет; то есть они близки к орбитальному резонансу. Соотношения периодов b:c, c:i и i:d близки к 4:5, 3:5 и 1:4 соответственно (4:4,977, 3:4,97 и 1:4,13) и d, e, f, g и h близки к соотношениям 2:3:4:7:11 (2:3,078:4,182:7,051:11,102, а также 7:11,021). f, g и h также близки к соотношениям 3:5:8 (3:5,058:7,964). Согласно расчётам для системы Kepler-36, наличие внешнего газового гиганта облегчает формирование плотно упакованных резонансов среди внутренних планет из класса суперземель.